# Vulkan (planet)
 For alternative betydninger, se Vulkan (flertydig). (Se også artikler, som begynder med Vulkan)
Vulkan er navnet på en ikke-eksisterende planet, der i 1800-tallet blev brugt som forklaring på den afvigelse, man havde observeret for Merkurs bane rundt om Solen i forhold til den beregnede bane. Ved at tildele Vulkan passende egenskaber, herunder placering mellem Solen og Merkur, kunne man løse problemet med afvigelsen mellem Merkurs teoretiske og observerede bane.
Spekulationer om, og endog påståede observationer af himmellegemer mellem Merkur og Solen går tilbage til begyndelsen af det 17. århundrede. Begrundelsen for et himmellegeme på den position blev understøttet af den franske matematiker Urbain Le Verrier, som i 1859 havde bekræftet uforklarlige særheder i Merkurs kredsløb og forudsagde, at de måtte være resultatet af gravitationspåvirkninger fra en anden ukendt nærliggende planet eller serie af asteroider. En fransk amatørastronoms rapport om, at han samme år havde observeret et objekt, der passerede foran Solen, fik Le Verrier til at annoncere, at den længe eftersøgte planet, som han gav navnet Vulkan, endelig var blevet opdaget.
Mange søgninger efter Vulcan blev udført i løbet af de følgende årtier, men på trods af flere påståede observationer, kunne dens eksistens ikke bekræftes. Behovet for planeten som en forklaring på Merkurs kredsløbsejendommeligheder blev senere gjort unødvendigt, da Einsteins 1915-teori om almen relativitet viste, at Merkurs fravigelser fra den bane, der var forudsagt af newtonsk fysik blev forklaret af effekter, der opstod fra krumningen af rumtiden forårsaget af Solens masse.